# Fotolog
En fotolog eller fotoblog er et galleri af billeder på internettet, der løbende opdateres af brugerne som et online fotoalbum. Ligesom på en weblog kan man give indlæggene overskrifter og kommentere egne og andres billeder. Fotologs tog fart i starten af 2000'erne med kameratelefoner og moblog.
En log eller logbog er et sted man noterer eller registrerer hændelser og begivenheder. Fotolog betyder at man logger med billeder.
Fotoblogs kan deles op i tre kategorier: personlige fotoblogs på personlige domæner, fotoblogs på servicesider såsom blogger.com og fotoblogs på specifikke fotoblog-sider såsom Flickr. 
Fotologs er dynamiske sider og har brug for et Content Management System (CMS) til at styre indholdet af siden. På servicesiderne er disse CMS-værktøjer som regel indbygget, hvis man skal have en fotoblog på et personligt domæne, kan man bruge et færdigt værktøj såsom PixelPost til at styre indholdet af ens side. Hvis man ønsker en fotoblog på sin nuværende blog (weblog) kan man finde addons eller plugins, der giver den ønskede funktionalitet til at oprette gallerier.
Tidligere var det en nødvendighed at have en ekspertise i at opsætte webservere og CMS, men i dag er det så nemt at de fleste kan finde ud af det. Den øgede brug og kvalitet af kameramobiltelefoner har givet endnu mere liv til fotoblogging, hvor man har mulighed for at blogge billederne direkte fra sin mobiltelefon.